# Jürgen Heun
Jürgen Heun (* 26. Mai 1958 in Günthersleben) ist ein ehemaliger deutscher Fußballspieler. In der höchsten Spielklasse des DDR-Fußballs, der Oberliga, spielte er für den FC Rot-Weiß Erfurt.

## Sportliche Laufbahn

### Gemeinschafts-, Club- und Vereinsstationen
Jürgen Heun begann organisiert in der Betriebssportgemeinschaft Traktor in seinem Heimatort Günthersleben Fußball zu spielen, ehe er 1968 nach Erfurt ging. Beim FC Rot-Weiß Erfurt wurde Heun zu einem der erfolgreichsten Torjäger der DDR-Oberliga und zum Fußballnationalspieler der DDR.
Bis zur Auflösung der DDR-Oberliga bzw. NOFV-Oberliga erzielte Kimme, so sein Spitzname, in 341 Oberligaspielen für die Rot-Weißen 114 Tore. Mit dem 3. Platz in der letzten eigenständigen Saison des ostdeutschen Erstligafußballs erreichten die Blumenstädter sowohl die direkte Qualifikation für die 2. Bundesliga im wiedervereinigten Spielsystem als auch die Teilnahme am Europapokal.
Das internationale Abenteuer des Thüringer Zweitligisten in der Saison 1991/92 dauerte im UEFA Cup zwei Runden (Heun absolvierte dabei vier Partien ohne Treffer). Nach dem Weiterkommen gegen den FC Groningen (1:0 in Groningen und 1:0 in Erfurt) in Runde 1 scheiterten die Erfurter am späteren Sieger des Wettbewerbs Ajax Amsterdam (1:2 in Erfurt und 0:3 in Düsseldorf).
Die Spielzeit 1991/92 in der nun gesamtdeutschen 2. Bundesliga lief für das Team aus dem Steigerwaldstadion enttäuschend. In der Süd-Staffel belegten die Spieler um den inzwischen 33-jährigen Jürgen Heun, der in 29 Zweitligaspielen 7 Tore erzielte, den letzten Platz und mussten den Weg in die Drittklassigkeit antreten.
In der Saison 1992/93 nahm Jürgen Heun nach 25 Jahren als Spieler Abschied vom FC Rot-Weiß Erfurt. Mit den 30 Spielen und 10 Toren aus dieser Spielzeit steigerte Kimme Heun die Zahl seiner Ligaeinsätze für die Blumenstädter auf exakt 400 und die seiner Tore auf 131. Beide Werte bedeuten für den FC Rot-Weiß Erfurt Vereinsrekord. Im Sommer 1993 wechselt er zum SV Landau, um dort seine sportliche Laufbahn als Spielertrainer ausklingen zu lassen.

### Auswahleinsätze
Als Talent im Erfurter Nachwuchs konnte sich Heun für das ostdeutsche U-18-Nationalteam anbieten. Seinen einzigen Einsatz bestritt er im März 1976 bei einer 0:1-Niederlage gegen die rumänischen Altersgenossen.
Die Torgefährlichkeit und Schussstärke des Stürmers blieb den Auswahltrainern des Deutschen Fußball-Verbands auch im Männerfußball nicht verborgen. Heun absolvierte 1979 und 1980 jeweils sieben Spiele in der Nachwuchsauswahl und der Olympiaelf der DDR. Bei den Olympischen Sommerspielen 1980 in Moskau zählte Heun dann jedoch nicht zum Aufgebot des Silbermedaillengewinners.
Sein Debüt für die A-Nationalelf der DDR gab der Spieler vom FC Rot-Weiß Erfurt am 7. Mai 1980 in Rostock unter Coach Rudolf Krause. In einem offiziell als A-Länderspiel geführten Match spielte die sich auf das Turnier in Moskau vorbereitende Olympiamannschaft der DDR gegen die Sowjetunion im Ostseestadion 2:2. Fast genau ein Jahr später erzielte Kimme Heun seinen einzigen Doppelpack in der DDR-Auswahl, als die Elf des wenig später beurlaubten Georg Buschner in Senftenberg am 19. Mai 1981 Kuba 5:0 besiegte. Insgesamt traf er für die DDR viermal ins gegnerische Tor. Zum 17. und letzten Mal lief Heun am 16. November 1985 für die DDR-Nationalelf auf. Im Ernst-Thälmann-Stadion von Karl-Marx-Stadt gewann das Team sein letztes Qualifikationsspiel für die 1986er WM in Mexiko mit 2:1 gegen Bulgarien. Als Dritter (10 Punkte) der Europa-Gruppe 4 musste die von Bernd Stange trainierte Auswahl jedoch Frankreich und Bulgarien (jeweils 11 Punkte) den Vortritt lassen.

## Trainerlaufbahn
Bis Juli 2006 war Heun Trainer in Erfurt, jedoch nicht beim FC Rot-Weiß. Heun coachte den FC Erfurt-Nord, der in der Saison 2005/06 in der Landesliga Thüringen (5. Spielklasse) spielte. Vorher trainierte er den Kindelbrücker SV 91. In der Saison 2003/2004 stieg er mit seiner Mannschaft souverän von der Bezirksliga in die Landesklasse auf. 2006 wechselte er zum SV Arnstadt-Rudisleben, dem heutigen SV 09 Arnstadt. In der Saison 2012/2013 trainierte er den FC Eisenach. Seit 1. November 2013 ist er Trainer bei der SpVgg. Siebleben 06 in Gotha.

## Trivia
Im Jahr 2000 wurde Jürgen Heun zum Erfurter Fußballer des Jahrhunderts gewählt. Er gewann die Abstimmung mit deutlichem Vorsprung vor Helmut Nordhaus und Wolfgang Benkert.